# Robert Vano – Příběh člověka
Robert Vano – Příběh člověka je český dokumentární film z roku 2018, který režíroval Adolf Zika podle vlastního scénáře. Film zachycuje osudy fotografa Roberta Vana od jeho dětství na Slovensku, přes emigraci, působení v New Yorku až po návrat do Prahy. Fotografovo vyprávění je doplněno komentářem, který přednáší Filip Jančík.

## Recenze
- SPÁČILOVÁ, Mirka. V závěji kokainu a opět od nuly. Robert Vano umí vyprávět sám [online]. iDNES.cz, 2018-04-30 [cit. 2018-05-29]. Dostupné online.